# Едвард Лоурі Нортон
Едвард Лоурі Нортон (англ. Edward Lawry Norton; 28 липня 1898, Рокленд, Мен — 28 січня 1983, Чатем, Нью-Джерсі, США) — інженер і науковець, працював у корпорації Bell Labs, відомий розробкою концепції однойменної еквівалентної схеми. Навчався в Університеті Мену протягом двох років, перш ніж перейти до Массачусетського технологічного інституту, де і здобув ступінь бакалавра наук у галузі електротехніки в 1922. Крім того, здобув ступінь магістра мистецтв від Колумбійського університету в 1925.

## Досягнення в науці
Хоча основними напрямками праць були теорія кіл зв'язку та швидкісна передача даних через телефонні лінії, Едвард Л. Нортон найбільше запам'ятався як розробник аналога еквівалентної схеми Тевеніна, наразі відомої як еквівалентна схема Нортона. Дійсно, Нортон та колеги з AT&T на початку 1920-х визнані одними з перших, хто застосував тогочасний новітній науковий результат Леона Чарльза Тевеніна як теорему Тевеніна. В 1926 він запропонував використовувати двополюсник у вигляді паралельного з'єднання джерела струму та резистора при розробці контрольно-вимірювальної апаратури, керованої струмом. Нортон почав свою наукову кар'єру в 1922 з відділу інженерії компанії Western Electric (пізніше Bell Laboratories). У сферу його активного дослідження входили теорія мереж, акустичні системи, електромагнітні пристрої та передача даних.
Загалом на рахунку вченого налічується дев'ятнадцять патентів.